# Coupe de France de football 1987-1988
 (juillet 2018).
Navigation
Coupe de France 1986-1987 Coupe de France 1988-1989
La Coupe de France 1987-1988 était la 71e édition de la coupe de France, et a vu le FC Metz l'emporter sur le FC Sochaux en finale, le 11 juin 1988.
Après 1984, c'est la deuxième Coupe de France remportée par le FC Metz.

## Résultats

### Trente-deuxièmes de finale
Les 32es de finale sont disputés sur terrains neutres.
| Division        | Club                          | Score               | Club                                 | Division        | Lieu                                     |
| --------------- | ----------------------------- | ------------------- | ------------------------------------ | --------------- | ---------------------------------------- |
| Division 1 (D1) | FC Nantes                     | 1 - 1 a.p., 4-3 tab | FC Girondins de Bordeaux             | Division 1 (D1) | Stade Gerland, Lyon                      |
| Division 2 (D2) | SEC Bastia                    | 1 - 0               | Olympique de Marseille               | Division 1 (D1) | Stade Francis-Turcan, Martigues          |
| Division 2 (D2) | USL Dunkerque                 | 2 - 1               | Chamois niortais FC                  | Division 1 (D1) | Stade de la Libération, Boulogne-sur-Mer |
| Division 1 (D1) | OGC Nice                      | 1 - 0               | GFC Ajaccio                          | Division 2 (D2) | Stade Armand-Cesari, Bastia              |
| Division 1 (D1) | Toulouse FC                   | 2 - 0               | Stade lavallois                      | Division 1 (D1) | Stadium - Parc des Sports, Brive         |
| Division 2 (D2) | FC Sochaux-Montbéliard        | 2 - 1               | FC Tours                             | Division 2 (D2) | Stade Hector-Rolland, Moulins            |
| Division 2 (D2) | FC Mulhouse 1893              | 0 - 0 a.p., 4-1 tab | AS Saint-Étienne                     | Division 1 (D1) | Stade de la Meinau, Strasbourg           |
| Division 1 (D1) | FC Metz                       | 1 - 0               | FC Montceau-les-Mines Bourgogne      | Division 2 (D2) | Stade Léo-Lagrange, Chalon-sur-Saône     |
| Division 2 (D2) | Quimper Cornouaille FC        | 4 - 1               | Stade rennais FC                     | Division 2 (D2) | Stade du Moustoir, Lorient               |
| Division 2 (D2) | AS Nancy-Lorraine             | 5 - 2 a.p.          | Paris FC 83                          | DH (D5)         | Stade Maurice-Grouselle, Chelles         |
| Division 1 (D1) | AS Monaco FC                  | 2 - 1               | CO Saint-Dizier                      | Division 2 (D2) | Stade de l'Aube, Troyes                  |
| Division 2 (D2) | AEP Le Bourg-sous-la-Roche    | 2 - 1 a.p.          | Stade briochin                       | DH (D5)         | Stade Yves-Jaguin, Guingamp              |
| Division 1 (D1) | Le Havre AC                   | 1 - 0               | CF Dijon                             | Division 2 (D2) | Stade Léo-Lagrange, Besançon             |
| Division 3 (D3) | Évreux AC                     | 2 - 1               | Entente Melun-Fontainebleau 77       | Division 2 (D2) | Stade Aimé-Bergeal, Mantes-la-Ville      |
| DH (D5)         | US Marseille Endoume Catalans | 2 - 1 a.p.          | AS Cannes                            | Division 1 (D1) | Stade Fernand-Fournier, Arles            |
| Division 1 (D1) | Lille OSC                     | 3 - 1               | Brest Armorique FC                   | Division 1 (D1) | Stade Robert-Diochon, Rouen              |
| Division 2 (D2) | Olympique lyonnais            | 5 - 0               | FC Grenoble-Dauphiné                 | Division 2 (D2) | Stade municipal, Chambéry                |
| Division 3 (D3) | US Créteil                    | 2 - 1               | Entente Chaumont AC                  | Division 3 (D3) | Stade Paul-Chandon, Épernay              |
| Division 2 (D2) | Stade de Reims                | 3 - 2               | FC Bourges                           | Division 3 (D3) | Stade des Allées, Blois                  |
| Division 2 (D2) | SO Châtellerault              | 1 - 0               | Limoges FC                           | Division 4 (D4) | Stade Léo-Lagrange, Guéret               |
| Division 1 (D1) | SC Toulon-Var                 | 1 - 0               | Nîmes Olympique                      | Division 2 (D2) | Stade Pierre-Pibarot, Alès               |
| Division 2 (D2) | RC Strasbourg                 | 6 - 0               | SR Saint-Dié-des-Vosges              | Division 3 (D3) | Stade de la Colombière, Épinal           |
| Division 1 (D1) | AJ Auxerre                    | 2 - 0               | US Valenciennes-Anzin Arrondissement | Division 2 (D2) | Stade Émile-Albeau, Sedan                |
| Division 1 (D1) | Paris Saint-Germain FC        | 1 - 0               | AS Libourne                          | Division 3 (D3) | Stade municipal, Saint-Seurin            |
| Division 1 (D1) | RC Lens                       | 1 - 0               | AS Beauvais                          | Division 2 (D2) | Stade Moulonguet, Amiens                 |
| Division 1 (D1) | Matra Racing                  | 1 - 0               | RC Ancenis                           | Division 4 (D4) | Stade omnisports, Cholet                 |
| Division 4 (D4) | Stade de Vallauris            | 3 - 1 a.p.          | Hyères FC                            | Division 3 (D3) | Stade Pierre-de-Coubertin, Cannes        |
| Division 2 (D2) | SM Caen                       | 2 - 0               | SCS Locminé                          | DH (D5)         | Stade municipal, Redon                   |
| Division 3 (D3) | SO Cholet                     | 0 - 0 a.p., 5-3 tab | CA Lisieux                           | Division 3 (D3) | Stade Gaston-Meillon, La Ferté Macé      |
| Division 2 (D2) | FC Sète                       | 1 - 0 a.p.          | Istres Sports                        | Division 2 (D2) | Stade Pierre-de-Coubertin, Châteaurenard |
| Division 1 (D1) | Montpellier PSC               | 3 - 0               | AFC Aurillac                         | Division 4 (D4) | Stade Charles-Massot, Le Puy-en-Velay    |
| Division 2 (D2) | SC Abbeville                  | 2 - 1               | US Fécamp                            | Division 3 (D3) | Stade Maurice-Thoumyre, Dieppe           |

### Seizièmes de finale
| Équipe 1                        | Aller | Score | Retour | Équipe 2                 | T.A.B   |
| ------------------------------- | ----- | ----- | ------ | ------------------------ | ------- |
| AS Monaco (D1)                  | 1 - 1 | 1 - 3 | 0 - 2  | OGC Nice (D1)            |         |
| AJ Auxerre (D1)                 | 1 - 0 | 1 - 0 | 0 - 0  | FC Nantes (D1)           |         |
| RC Strasbourg (D2)              | 1 - 1 | 3 - 4 | 2 - 3  | Montpellier HSC (D1)     |         |
| Toulouse FC (D1)                | 3 - 1 | 3 - 2 | 0 - 1  | Olympique lyonnais (D2)  |         |
| FC Sète (D2)                    | 2 - 0 | 2 - 2 | 0 - 2  | Sporting Toulon Var (D1) | 11 - 10 |
| AS Nancy-Lorraine (D2)          | 1 - 0 | 1 - 2 | 0 - 2  | FC Metz (D1)             |         |
| Paris SG (D1)                   | 1 - 3 | 1 - 6 | 0 - 3  | FC Sochaux (D2)          |         |
| SC Abbeville (D2)               | 2 - 2 | 2 - 4 | 0 - 2  | Lille OSC (D1)           |         |
| USL Dunkerque (D2)              | 0 - 2 | 0 - 5 | 0 - 3  | RC Lens (D1)             |         |
| US Créteil-Lusitanos (D3)       | 1 - 0 | 2 - 0 | 1 - 0  | Matra Racing (D1)        |         |
| Évreux AC (D3)                  | 1 - 1 | 2 - 6 | 1 - 5  | Le Havre AC (D1)         |         |
| Stade de Reims (D2)             | 2 - 2 | 3 - 2 | 1 - 0  | SC Bastia (D2)           |         |
| SO Châtellerault (D2)           | 1 - 0 | 3 - 3 | 2 - 3  | SM Caen (D2)             |         |
| Quimper Cornouaille FC (D2)     | 2 - 1 | 4 - 1 | 2 - 0  | SO Cholet (D3)           |         |
| Stade de Vallauris (D4)         | 1 - 3 | 2 - 5 | 1 - 2  | FC Mulhouse (D2)         |         |
| AEP Le Bourg-sous-La-Roche (D2) | 4 - 1 | 6 - 3 | 2 - 2  | US Endoume (DH)          |         |

### Huitièmes de finale
| Équipe 1                        | Aller | Score | Retour     | Équipe 2                    | T.A.B |
| ------------------------------- | ----- | ----- | ---------- | --------------------------- | ----- |
| Toulouse FC (D1)                | 1 - 1 | 2 - 2 | 1 - 1 a.p. | OGC Nice (D1)               | 1 - 4 |
| Lille OSC (D1)                  | 1 - 0 | 2 - 2 | 1 - 2 a.p. | AJ Auxerre (D1)             |       |
| Montpellier HSC (D1)            | 2 - 2 | 2 - 3 | 0 - 1      | FC Sochaux (D2)             |       |
| Stade de Reims (D2)             | 2 - 0 | 2 - 1 | 0 - 1      | Le Havre AC (D1)            |       |
| FC Metz (D1)                    | 1 - 0 | 3 - 0 | 2 - 0      | FC Mulhouse (D2)            |       |
| FC Sète (D2)                    | 0 - 0 | 0 - 1 | 0 - 1 a.p. | RC Lens (D1)                |       |
| AEP Le Bourg-sous-La-Roche (D2) | 1 - 3 | 3 - 5 | 2 - 2      | Quimper Cornouaille FC (D2) |       |
| SO Châtellerault (D2)           | 0 - 0 | 0 - 0 | 0 - 0 a.p. | US Créteil-Lusitanos (D3)   | 5 - 4 |

### Quarts de finale
| Équipe 1                    | Aller | Score | Retour | Équipe 2              |
| --------------------------- | ----- | ----- | ------ | --------------------- |
| OGC Nice (D1)               | 3 - 0 | 4 - 0 | 1 - 0  | Lille OSC (D1)        |
| RC Lens (D1)                | 2 - 2 | 2 - 3 | 0 - 1  | FC Sochaux (D2)       |
| Quimper Cornouaille FC (D2) | 1 - 0 | 1 - 5 | 0 - 5  | FC Metz (D1)          |
| Stade de Reims (D2)         | 3 - 0 | 6 - 1 | 3 - 1  | SO Châtellerault (D2) |

### Demi-finales
| Équipe 1      | Aller | Score | Retour | Équipe 2            |
| ------------- | ----- | ----- | ------ | ------------------- |
| OGC Nice (D1) | 2 - 1 | 2 - 3 | 0 - 2  | FC Sochaux (D2)     |
| FC Metz (D1)  | 4 - 0 | 5 - 3 | 1 - 3  | Stade de Reims (D2) |

### Finale
Après l'ouverture du score à la 36e minute par Stéphane Paille, le FC Metz égalise à quelques secondes de la fin de la première mi-temps. Aucun autre but n'est marqué dans le reste du temps réglementaire, ni au cours des prolongations. Le FC Metz l'emporte finalement aux tirs au but 5-4 face au FC Sochaux, Mickaël Madar, tout juste 20 ans, ratant le dernier penalty de la série de 5.
Quant au FC Metz, il devient le premier et seul club à gagner une Coupe de France en ne rencontrant que des clubs de division inférieure.
| 11 juin 1988 | FC Metz         | 1-1 a.p. | FC Sochaux | Parc des Princes, Paris                          |                                                  |
| | Black 45e       | (1-1) | 36e Paille | Spectateurs : 44 531 Arbitrage : Claude Bouillet | Spectateurs : 44 531 Arbitrage : Claude Bouillet |
| Zénier · Hinschberger · Zanon · Bracconi · Kastendeuch | Tirs au but 5-4 | Hadžibegić · Sauzée · Paille · Rousset · Madar · |            | Spectateurs : 44 531 Arbitrage : Claude Bouillet | Spectateurs : 44 531 Arbitrage : Claude Bouillet |
| Michel Ettorre - Philippe Gaillot, Albert Cartier puis Carlos Lopez (78e), Sylvain Kastendeuch, Frédéric Pons - Thierry Pauk puis Christian Bracconi (106e), Jean-Louis Zanon - Philippe Hinschberger , Bernard Zénier, Carmelo Micciche, Eric Black Entraîneur : Marcel Husson | Équipes         | Gilles Rousset - Laurent Croci, Franck Silvestre, Faruk Hadžibegić, Francis Peltier - Jean-Christophe Thomas puis Jacky Colin (97e), Franck Sauzée, Fabrice Henry, Mehmed Bazdarevic - Philippe Morin puis Mickaël Madar (65e) , Stéphane Paille Entraîneur : Silvester Takač |            | Spectateurs : 44 531 Arbitrage : Claude Bouillet | Spectateurs : 44 531 Arbitrage : Claude Bouillet |